# 太清
太清（たいせい）は、南北朝時代の南朝梁において武帝蕭衍の治世に使用された元号。547年4月 - 549年12月。

## 出来事
550年1月に簡文帝によって大宝と改元されたが、湘東王蕭繹（元帝）は簡文帝および侯景の紀年を認めず、552年（太清6年）11月まで太清年号を使用していた。

## 西暦・干支との対照表
| 太清 | 元年  | 2年   | 3年   |
| 西暦 | 547年 | 548年 | 549年 |
| 干支 | 丁卯  | 戊辰  | 己巳  |